# Brocchinia melanacra
Brocchinia melanacra är en gräsväxtart som beskrevs av Lyman Bradford Smith. Brocchinia melanacra ingår i släktet Brocchinia och familjen Bromeliaceae. Inga underarter finns listade i Catalogue of Life.